# Watford General Hospital
El Watford General Hospital es un hospital general de distrito de 521 camas situado en la Vicarage Road de Watford, Reino Unido. Junto con el Hemel Hempstead Hospital y el St. Albans City Hospital, es operado por el West Hertfordshire Teaching Hospitals NHS Trust.

## Historia

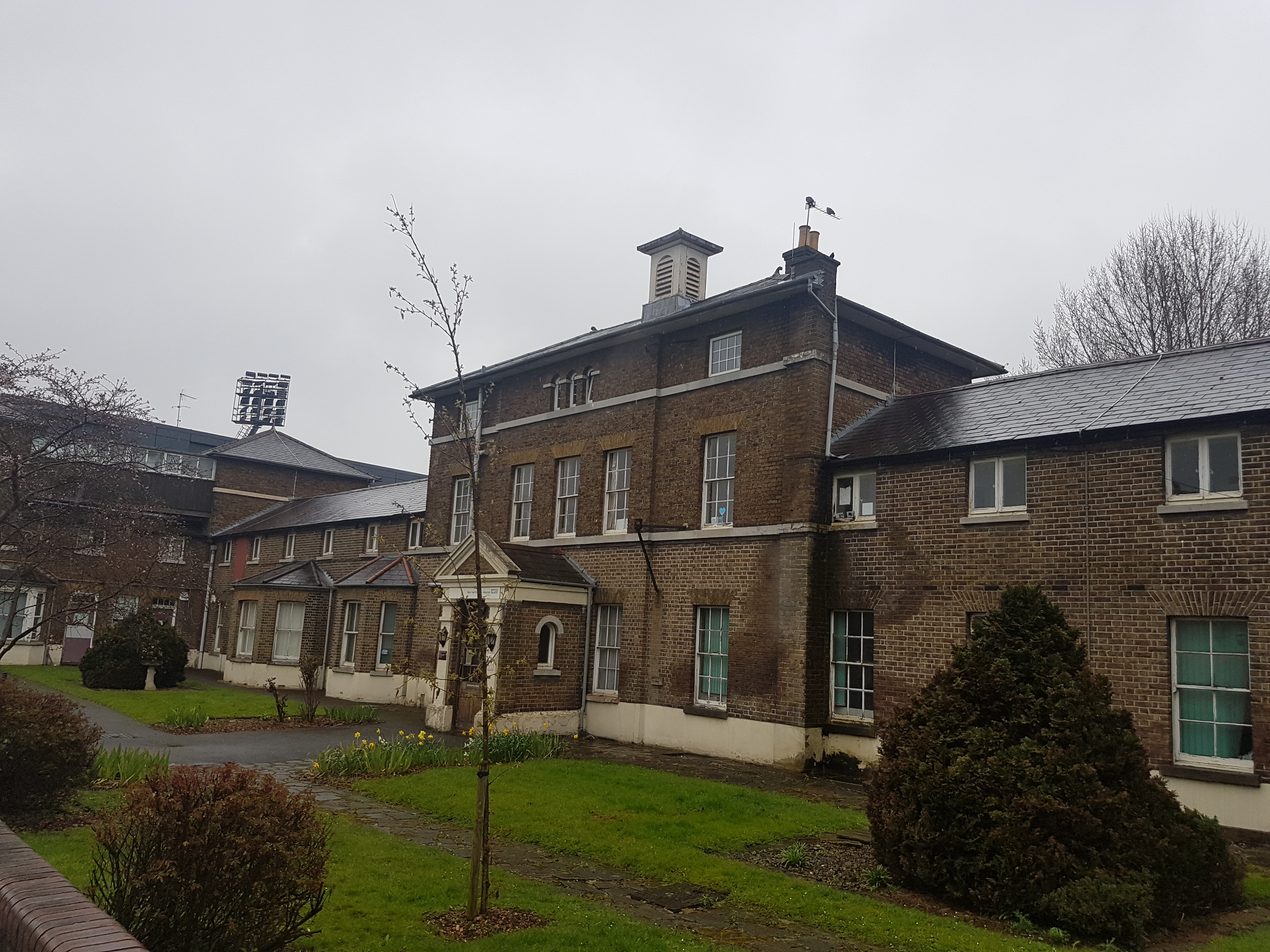
El bloque administrativo.

El Watford General nació con la fundación del Servicio Nacional de Salud en 1948, utilizando los edificios que anteriormente habían ocupado la workhouse de Watford y, desde 1929, la Shrodells Public Assistance Institution. A este complejo se incorporó también, desde 1965, la Peace Memorial Wing, cuando la administración del Peace Memorial Hospital fue transferida a las instalaciones de la Shrodells, mientras su antiguo emplazamiento era aprovechado por el Peace Hospice. En 1986 fue inaugurada –también en la Shrodells– la Princess Michael of Kent Wing en presencia de la princesa Miguel de Kent, y en febrero de 2010 tuvo lugar la apertura de una unidad de ingresos graves por Andy Burnham, secretario de Estado de Sanidad.
El hospital recibió la valoración de «inadecuado» en la inspección de la Care Quality Commission de 2015, si bien esta consideración fue elevada a «requiere mejoras» en enero de 2018. Persistieron sin embargo sus cifras de asistencia por encima de la capacidad segura, pues disponiendo de un Departamento de Accidentes y Emergencias –A&E– proyectado para dispensar atención a 30 000 usuarios al año, recibía más de 88 000.
En 2008 fue emitida la licencia de planificación general para la reconstrucción del hospital, aparejada a la creación del Watford Health Campus, y el 26 de marzo de 2010 fueron firmados los acuerdos Sección 106 que estipulan la obligación de la administración de proveer 3 millones de libras para costear la infraestructura en torno al recinto de la Vicarage Road, incluida la destinada a educación y transporte. En agosto de 2012 se adjudicaron a Kier Property las obras de la nueva ubicación del hospital, las cuales se estimó que tardarían entre 15 y 20 años en finalizar.

## Instalaciones
Para mejorar la conexión del hospital con el centro de la ciudad y con la autopista M1 se construyó una nueva carretera que, inaugurada en 2016, tomó el nombre de Thomas Sawyer Way y se convirtió en el acceso principal al complejo. Por otra parte, las comunicaciones están reforzadas por el servicio de autobuses, que conecta el hospital con el centro de Watford y Rickmansworth.